# Shawinigan

Shawinigan é uma cidade do Canadá, província de Quebec. Sua população é de  53 042 habitantes (estimativa de 2003). Uma pessoa famosa nascida na cidade é o ex-primeiro-ministro do Canadá Jean Chrétien.